# Pleuropogon
Pleuropogon é um género botânico pertencente à família Poaceae.
1. ↑  «Pleuropogon — World Flora Online». www.worldfloraonline.org. Consultado em 19 de agosto de 2020